# كودري
كودري (بالفرنسية: Caudry)‏ هي بلدية فرنسية تقع في جنوب الإقليم الشمالي في منطقة أعالي فرنسا. يسكنها 14028 نسمة  في آخر تعداد 2020 .

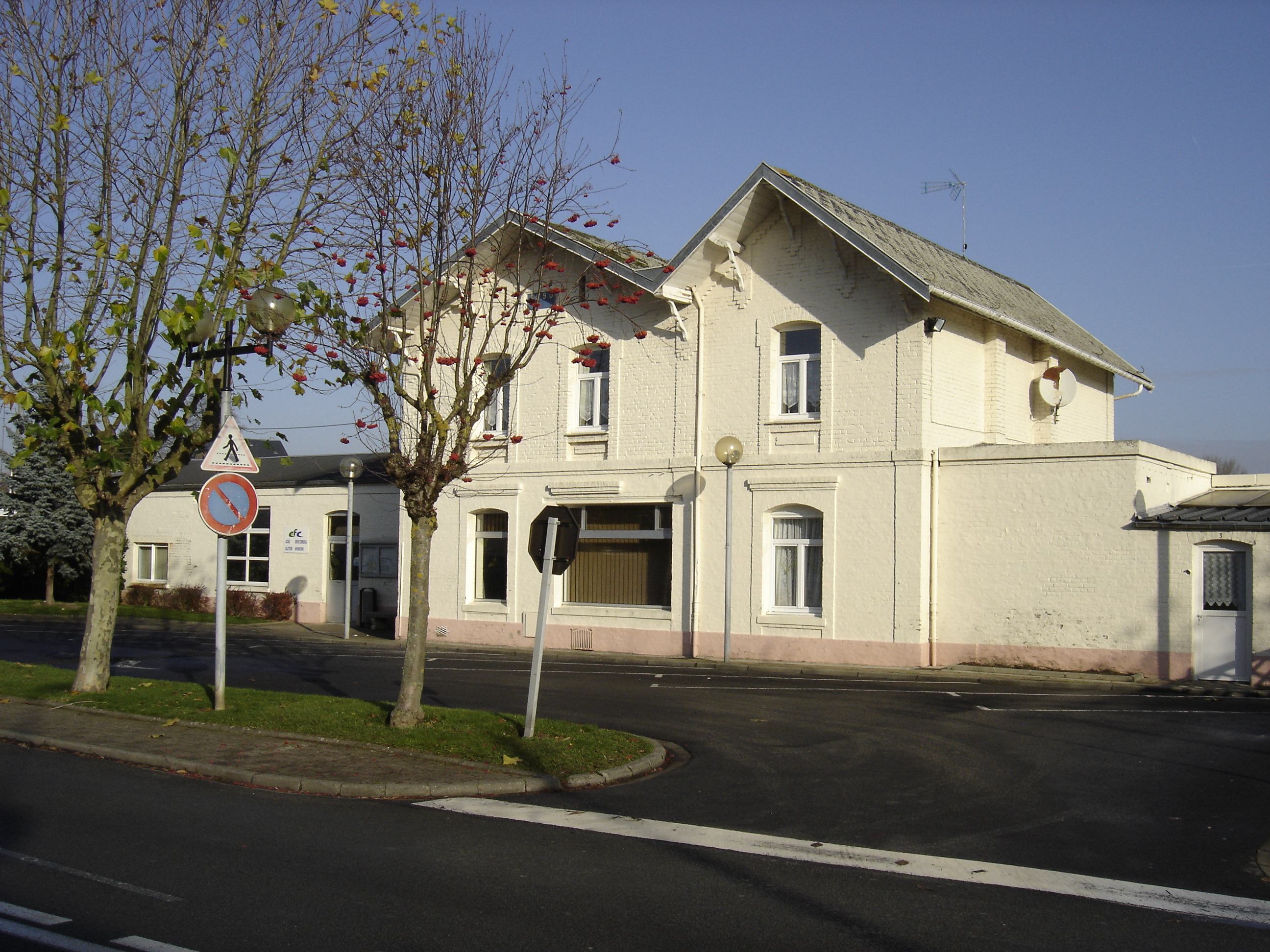
"محطة كامبريسيس" القديمة.

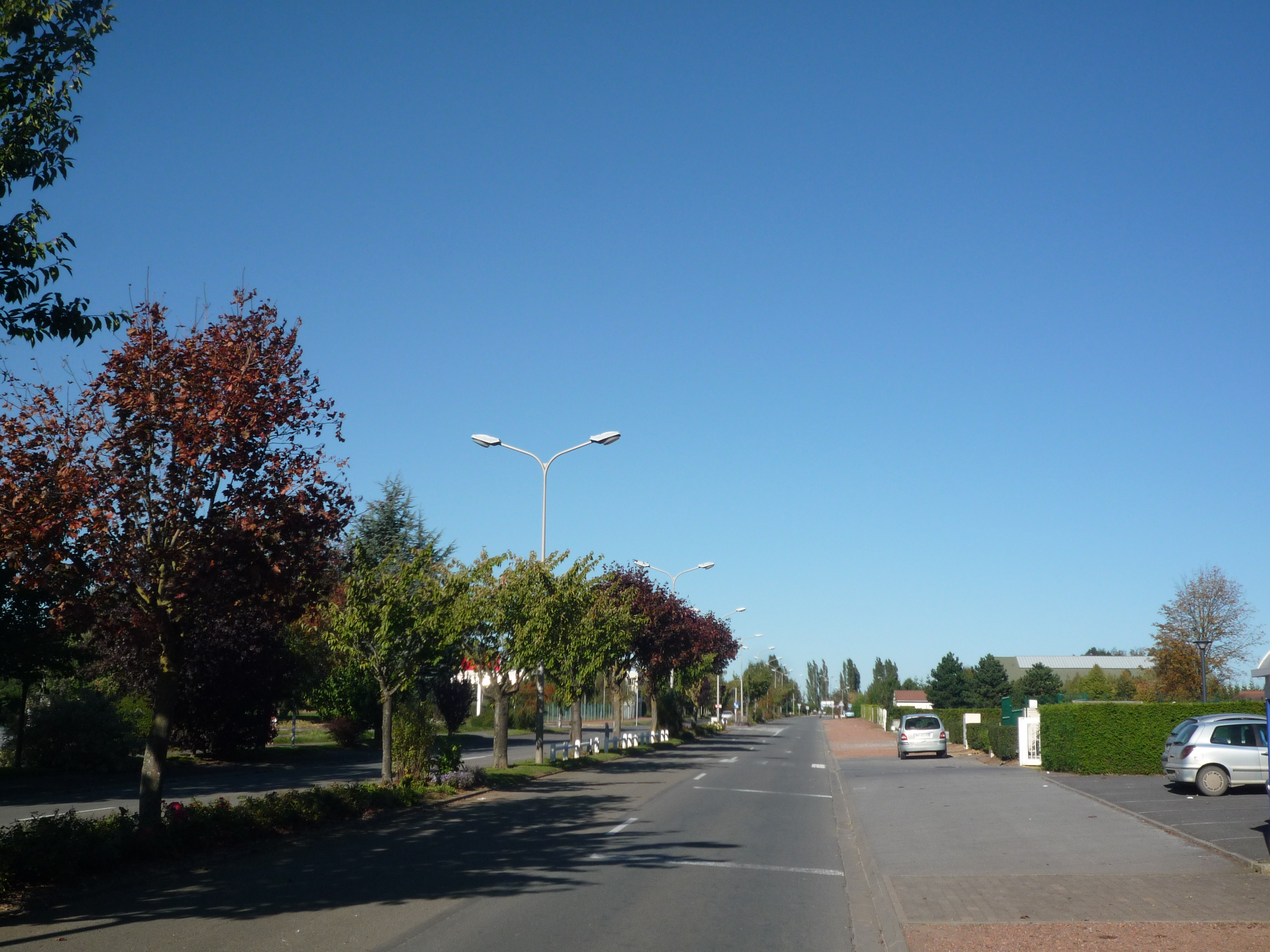
الجادة الالتفافية الشرقية.

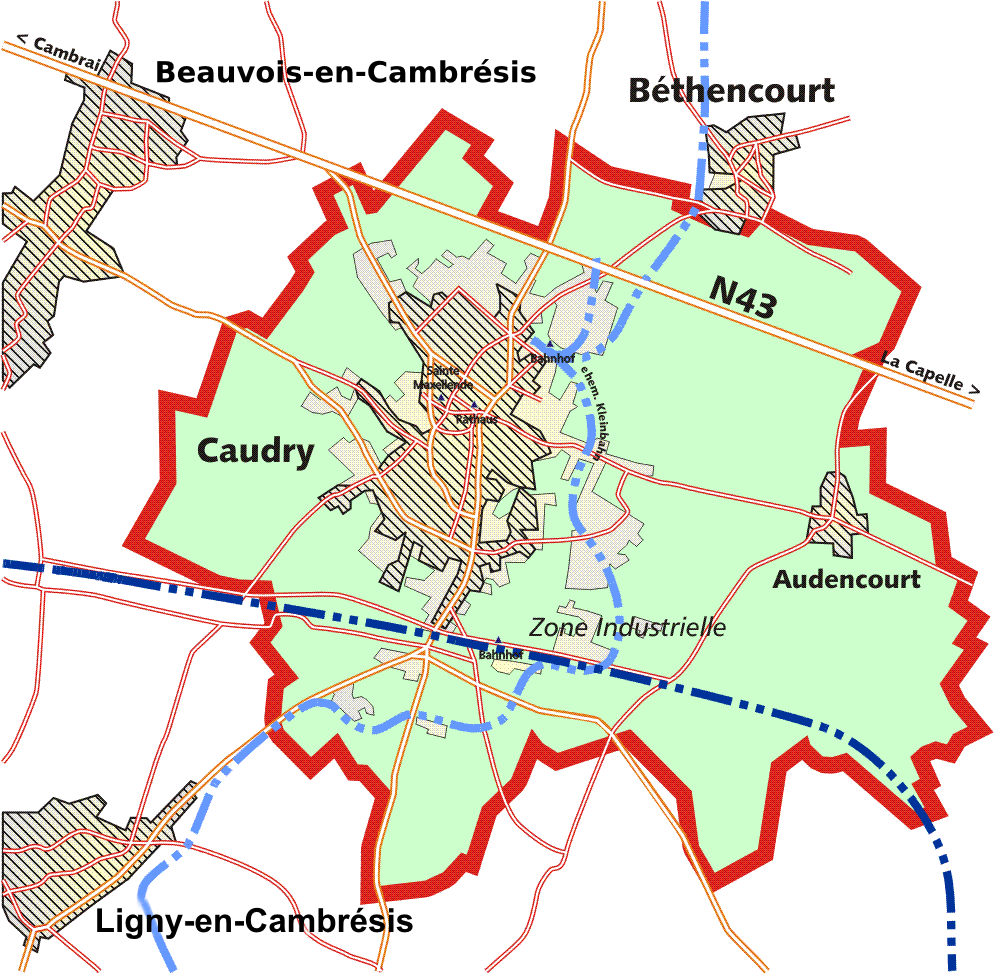
إقليم كودري (باللون الأخضر) ، ما تم بناؤه عام 1914 (بالرمادي) وعام 2000 (باللون الوردي). تمثل الخطوط المتقطعة ، باللون الأزرق الداكن ، خط سكة الحديد - الحالي ، وباللون الأزرق الباهت التخطيط القديم لخطوط السكة.